# Poświętne (Wołomin)
Pour les articles homonymes, voir Poświętne.

Poświętne (prononciation : [pɔɕˈfjɛntnɛ]) est un village polonais de la gmina de Poświętne dans le powiat de Wołomin de la voïvodie de Mazovie dans le centre-est de la Pologne.
Il est le siège administratif de la gmina de Poświętne.
Il se situe à environ 14 kilomètres à l'est de Wołomin (siège du powiat) et à 33 kilomètres au nord-est de Varsovie (capitale de la Pologne).
De 1975 à 1998, le village appartenait administrativement à la voïvodie de Siedlce.
Le village possède une population d'environ 240 habitants.